# Yan Ji
Yan Ji (閻姬), född okänt år, död 126, var en kinesisk kejsarinna, gift med kejsar Han Andi. Efter hans död år 125 placerade hon prins Liu Yi på tronen istället för den verkliga tronarvingen, och regerade som dennas regent under sju månader, stödd av sina bröder ur Yan-klanen. Hon avsattes genom en motkupp av palatsets eunucker. 